# 674-es busz
A 674-es jelzésű elővárosi autóbusz Budapest, Vermes Miklós utca és Szigethalom, autóbusz-állomás között közlekedik Szigetszentmiklós érintésével. Alapjárata a 673-as busz, amely Tökölig közlekedik. A vonalon igénybe vehető Budapest közigazgatási határán belül a Budapest-Bérlet.

## Története
Korábban 2621-es számú helyi járatként közlekedett. 2007. december 9-től ez a vonal is megkapta – a 800-as járatok után – a háromjegyű számozást.

## Megállóhelyei
Az átszállási kapcsolatok között a Tökölig közlekedő 673-as jelzésű buszjárat nincsen feltüntetve.
| 0                                                  | Budapest, Vermes Miklós utca végállomás     | 24 | 35, 36, 38, 38A, 71, 138, 148, 151, 152, 159, 179, 238, 278 672, 675, 676                     | VOLÁN-buszállomás                                |
| 1                                                  | Budapest, Karácsony Sándor utca             | 23 | 36, 38, 38A, 71, 138, 148, 159, 238, 278 672, 675, 676, 688, 690                              | HÉV-állomás, Óvoda, Iskola, Gimnázium            |
| 2                                                  | Budapest, Csepel, HÉV-állomás               | 22 | 38, 38A, 138, 238, 278 672, 675, 676, 688, 690                                                | Csepel Plaza, HÉV-állomás, II. számú posta       |
| 3                                                  | Budapest, Erdősor utca                      | 21 | 38, 38A, 138, 238, 278 690                                                                    |                                                  |
| 4                                                  | Budapest, Vas Gereben utca                  | 20 | 38, 38A, 138, 238, 278 690                                                                    | Tesco áruház                                     |
| 5                                                  | Budapest, Tejút utca                        | 19 | 38, 38A, 138, 238, 278 672, 675, 676, 688, 690                                                | Óvoda, Iskola, Gimnázium                         |
| 6                                                  | Budapest, Csepeli temető                    | 18 | 38, 38A, 138, 238, 278 672, 675, 676, 690                                                     | Csepeli temető                                   |
| 7                                                  | Budapest, Fácánhegyi utca                   | 17 | 38, 38A, 138, 238, 278 675, 676, 690                                                          | Hárosi iskola                                    |
| 8                                                  | Budapest, Homokbánya                        | 16 |                                                                                               | Homokbánya                                       |
| 9                                                  | Budapest, Csepeli út 119.                   | 15 |                                                                                               |                                                  |
| Budapest–Szigetszentmiklós közigazgatási határa    |                                             |    |                                                                                               |                                                  |
| 10                                                 | Autópálya Mérnökség                         | 14 |                                                                                               |                                                  |
| 11                                                 | Flora Hungaria                              | 13 |                                                                                               |                                                  |
| 12                                                 | Szigetszentmiklós, Bányató út               | 12 | 279, 280, 280B                                                                                |                                                  |
| 13                                                 | Szigetszentmiklós, Bánki Donát utca         | 11 | 279, 280, 280B                                                                                |                                                  |
| 14                                                 | Szigetszentmiklós, Temető utca              | 10 | 279, 280, 280B                                                                                | Lidl áruház, temető                              |
| 15                                                 | Szigetszentmiklós, Wesselényi utca          | 9  | 279, 280, 280B                                                                                |                                                  |
| 16                                                 | Szigetszentmiklós, városháza                | 8  | 38, 238, 279, 279B, 280, 280B 672, 675, 676, 678, 682, 683, 684, 689, 691                     | Városháza                                        |
| 17                                                 | Szigetszentmiklós, Városi könyvtár          | ∫  | 38, 279, 279B 682, 683, 684                                                                   | Városi Könyvtár                                  |
| ∫                                                  | Szigetszentmiklós, HÉV-állomás              | 7  | 238, 280, 280B 678                                                                            | HÉV-állomás                                      |
| 18                                                 | Szigetszentmiklós, Miklós Pláza             | ∫  | 38, 279, 279B 672                                                                             | Miklós Pláza                                     |
| ∫                                                  | Szigetszentmiklós, Kisfaludy utca           | 6  | 238, 280, 280B                                                                                | Miklós Pláza                                     |
| 19                                                 | Szigetszentmiklós, József Attila utca       | 5  | 38, 238, 279, 279B, 280, 280B 672, 675, 676, 689, 691                                         |                                                  |
| 20                                                 | Szigetszentmiklós, Határ utca               | 4  | 672                                                                                           |                                                  |
| 21                                                 | Szigetszentmiklós, Autógyár, II. számú kapu | 3  | 675, 676                                                                                      |                                                  |
| 22                                                 | Szigetszentmiklós, MOGÜRT-raktár            | 2  |                                                                                               |                                                  |
| 23                                                 | Szigetszentmiklós, Szigethalmi elágazás     | 1  | 672, 675, 676                                                                                 |                                                  |
| Szigetszentmiklós–Szigethalom közigazgatási határa |                                             |    |                                                                                               |                                                  |
| 24                                                 | Szigethalom, autóbusz-állomás végállomás    | 0  | 660, 661, 663, 664, 665, 667, 668, 672, 675, 676, 684, 689, 690, 691, 692, 693, 694, 695, 696 | VOLÁN-buszállomás, Volánbusz telephely, Üzletház |